# Carney, Maryland
Carney är en ort i Baltimore County i delstaten Maryland, USA.